# 독일 왕국
독일 왕국(라틴어: Regnum Teutonicum 레그눔 테우토니쿰[*])은 918년 콘라트 1세 사후부터 962년 오토 1세의 신성 로마 황제 취임 때까지의 독일의 왕국이다. 이 기간 중 하인리히 1세와 오토 1세는 스스로 게르만인의 왕이라 칭하였다. 군주의 칭호는 보통 게르만인의 왕, 독일인의 왕 이름을 사용하다가 1039년부터는 로마인의 왕(또는 로마왕)이라 칭하였다. 보통 신성로마 제국 황제의 제관을 받기 전의 일시적인 칭호 혹은 아버지 황제로부터 안정적인 왕권 승계를 위해 아버지 황제의 재위 중에 임명되는 것이 보통이었다.
962년 신성 로마 제국이 건국된 이후 독일 왕국은 멸망한 것이 아니라 신성 로마 제국의 황제가 겸하는 개념으로 통용되었다.
1254년 대공위 시대에는 바이에른, 작센 등의 군주가 신성 로마 황제와 독일왕을 겸하였고, 합스부르크가 집권 시에는 합스부르크 가가 오스트리아 대공과 신성 로마 황제, 독일 국왕 직을 겸하였다.

## 같이 보기
- 로마인의 왕
- 독일의 군주 목록